# Velu Nachiyar
Velu Nachiyar   (Ramanathapuram, 3 de gener de 1730 - Sivaganga, 25 de desembre de 1796) fou una reina de l'estat de Sivaganga de finals del segle xviii. Va ser la primera reina que va lluitar contra la potència colonial britànica a l'Índia. És coneguda pels tàmils com Veeramangai ("dona valenta").

## Vida
Velu Nachiyar era la princesa de Ramanathapuram i l'única filla del raja (rei) Chellamuthu Vijayaragunatha Sethupathy i la Rani (reina) Sakandhimuthathal del regne Ramnad.
Nachiyar va ser entrenat en l'ús d'armes de partit de guerra, arts marcials com Valari, Silambam, equitació i tir amb arc. Era erudita en molts idiomes com el francès, l'anglès i l'urdú entre d'altres. Es va casar amb el rei de Sivagangai, amb qui va tenir una filla. Quan el seu marit, MuthuvaduganathaperiyaUdaiya Thevar, va ser assassinat pels soldats britànics i el fill del Nawab d'Arcot, prengué part en la batalla. Va escapar amb la seva filla.
Durant aquest període, va formar un exèrcit i va buscar una aliança amb Hyder Ali amb l'objectiu d'atacar els britànics, als quals va combatre amb èxit el 1780. Quan Velu Nachiyar va trobar el lloc on els britànics emmagatzemaven les municions, va organitzar amb èxit un atac suïcida. Nachiyar va ser un dels pocs governants que va recuperar el seu regne i el va governar durant deu anys més. El 1790, el tron va ser heretat per la seva filla Vellacci.
Velu Nachiyar va ser la primera reina índia que va lluitar per alliberar-se del domini britànic. Va concedir poders a la seva filla amb els germans Marudu per ajudar a administrar el país el 1780. Velu Nachiyar va morir uns anys més tard, el 25 de desembre de 1796.

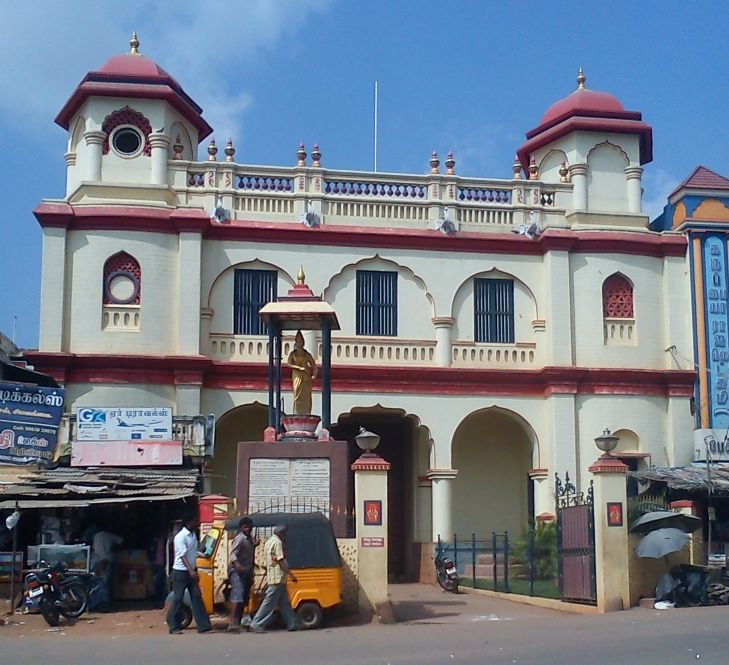
El Palau Sivagangai amb l'estàtua de Rani Velu Nachiyar

## Cultura popular
El 31 de desembre de 2008, es va posar a la venta un segell commemoratiu al seu nom.
L'acadèmia de dansa OVM de Chennai presentà "VELU NACHIYAR" un espectacle musical inspirat en la reina Sivaganga.
L'artista hip-hop tamilamericà Professor A.L.I., va publicar el 2016 una cançó dedicada a Velu Nachiyar titulada "Our Queen" com a part del seu àlbum Tamilmatic.
El 21 d'agost de 2017 es va dur a terme un espectacle de dansa a Naradha Gana Sabha a Chennai, que representava la història de la vida de la reina Velu Nachiyar. L'obra va ser dirigida per Sriram Sharma, que va investigar la biografia de la reina durant gairebé una dècada.